# Rivière Perdrix (Bécancour)
Pour les articles homonymes, voir Perdrix et Rivière Perdrix.
La rivière Perdrix est un affluent de la rivière Noire laquelle est un affluent de la rivière Bécancour. Ce ruisseau coule dans les municipalités de Laurierville, Plessisville et Notre-Dame-de-Lourdes, dans la municipalité régionale de comté (MRC) de l'Érable, dans la région administrative du Centre-du-Québec, au Québec, au Canada.

## Géographie
Les principaux bassins versants voisins de la rivière Perdrix sont :
- côté nord : rivière Noire (rivière Bécancour), rivière Bécancour ;
- côté est : rivière Bécancour ;
- côté sud : ruisseau Laurendeau, rivière McKenzie, rivière Bécancour ;
- côté ouest : rivière Noire (rivière Bécancour), rivière Bourbon, rivière Bécancour.

La rivière Perdrix prend sa source à la limite dans la municipalité de Laurierville. Cette zone est située à 3,2 km au sud de la rivière Bécancour, à 3,6 km à l'ouest du centre du village de Laurierville.
À partir de sa zone de tête, la rivière Perdrix coule sur 7,9 km répartis selon les segments suivants :
- 1,2 km vers l'ouest, jusqu'à la limite de la municipalité de Plessisville ;
- 5,1 km vers le nord-ouest, jusqu'à la limite municipale de Notre-Dame-de-Lourdes ;
- 1,6 km vers l'ouest, jusqu'à l'embouchure.

La rivière Perdrix se déverse sur la rive est de la rivière Noire (rivière Bécancour) à 0,6 km en amont de la confluence de la rivière Barbue et 3,5 km en amont du pont de la (route 265) de Notre-Dame-de-Lourdes.

## Toponymie
Le toponyme "rivière Perdrix" a été officialisé le 5 décembre 1968 à la Commission de toponymie du Québec.